# Polycyathus fulvus
Polycyathus fulvus är en korallart som beskrevs av Wijsman-Best 1970. Polycyathus fulvus ingår i släktet Polycyathus och familjen Caryophylliidae. Inga underarter finns listade i Catalogue of Life.